# George Cadle Price
George Cadle Price (Belize, 15 gennaio 1919 – Belize, 19 settembre 2011) è stato un politico beliziano.
È stato Capo del Governo del Belize prima dell'indipendenze del Paese, come Premier dell'Honduras britannico, dal 1961 al 1981. Dopo l'indipendenza, ossia nel giugno 1981, è diventato Primo ministro del Belize ed è rimasto in carica fino al dicembre 1984. È stato nuovamente Primo ministro del Paese dal settembre 1989 al luglio 1993.
Ha di fatto preso parte alla scena politica della nazione dai primi anni '60 al 1996 e, proprio per il fatto che ha guidato il Paese nel periodo di transizione dallo status di colonia britannica (Honduras Britannico) a quello di Stato indipendente, è considerato il "padre del Belize". Nel settembre 1950 cofondò il partito cristiano-democratico di centro-sinistra Partito Popolare Unito (People's United Party - PUP), di cui è stato uno dei principali rappresentanti nel corso della storia politica del Belize.